# Jaime IV da Escócia
Jaime IV (Stirling, 17 de março de 1473 – Branxton, 9 de setembro de 1513) foi o Rei da Escócia de junho de 1488 até sua morte. É geralmente considerado como um dos mais bem sucedidos monarcas escoceses da Casa de Stuart, porém seu reinado terminou de forma desastrosa na Batalha do Campo de Flodden, tornando-se o último monarca britânico a morrer em batalha.

## Início de vida
Jaime era o filho de Jaime III e Margarida da Dinamarca, provavelmente nascido no Castelo de Stirling. Como herdeiro da coroa escocesa, ele tornou-se Duque de Rothesay. Em 1474, seu pai arranjou o seu noivado com Cecília de Iorque. Seu pai não era um rei popular e enfrentou duas grandes rebeliões durante o seu reinado. As negociações de casamento e pagamentos do dote levou à invasão da Escócia e captura de Berwick em 1482 por seu tio Alexandre, Duque de Albany e Ricardo, Duque de Gloucester, enquanto Jaime permaneceu em Stirling. O exército de Jaime III rebelou-se contra ele e o exército Inglês chegou a Edimburgo.
Durante a segunda rebelião, os rebeldes investiram a Jaime, com 15 anos de idade, como seu líder nominal. Seu pai foi morto em combate por rebeldes na Batalha de Sauchieburn em 11 de junho de 1488, e Jaime assumiu o trono e foi coroado em Scone em 24 de junho. Quando ele percebeu o papel indireto que tinha desempenhado na morte de seu pai, ele decidiu fazer penitência por seus pecados. A partir dessa data, ele usava uma cadeia de cilício de ferro pesado em torno de sua cintura, ao lado da pele, cada Quaresma como penitência, acrescentando onças cada ano extra.

## Reinado

### Política

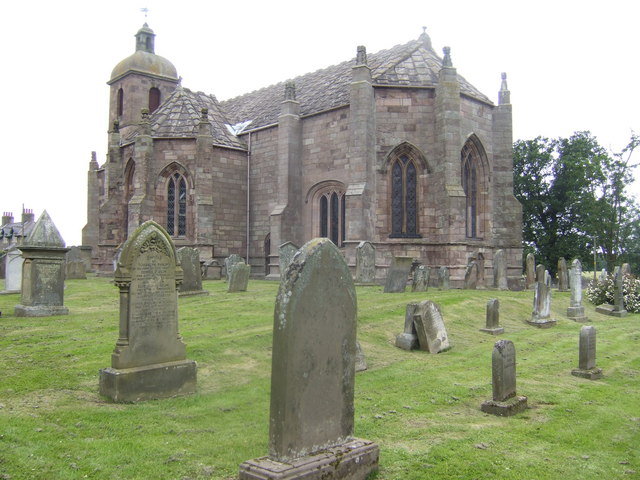
Jaime IV ordenou a Kirk of Steill a ser construída em 1500, por ocasião do Jubileu cristão, e para comemorar seu resgate próximo do rio Tweed.

Jaime IV rapidamente se mostrou um governante eficaz e um sábio rei. Derrotou outra rebelião em 1489, teve participação direta na administração da justiça e, finalmente, trouxe o Senhor das Ilhas sob controle em 1493. Por um tempo, ele apoiou Perkin Warbeck, pretendente ao trono Inglês, e realizou uma breve invasão da Inglaterra em seu nome, em setembro de 1496. Então, em agosto de 1497, Jaime sitiou o Castelo de Norham, usando bombardas.
Jaime reconheceu, no entanto, que a paz entre a Escócia e a Inglaterra era do interesse de ambos os países, e estabeleceu boas relações diplomáticas com a Inglaterra, que estava naquele tempo a emergir de um período de guerra civil. Primeiro, ele ratificou o Tratado de Ayton, em fevereiro de 1498. Então, em 1502, Jaime assinou o Tratado de Paz Perpétua com Henrique VII. Ele também manteve suas relações com a França. Com rumores de que o rei iria renovar a Velha Aliança, em abril 1508 Tomás Wolsey foi enviado para discutir as preocupações de Henrique VII sobre isso. Wolsey encontrado "nunca houve um homem pior bem-vindo à Escócia do que eu, ... eles mantem seus assuntos tão secretos aqui que as mulheres no mercado conhecem todos os motivos da minha vinda".
James viu a importância na construção de uma frota que poderia fornecer a Escócia, com uma presença marítima forte. Fundou duas novas docas para o propósito e adquiriu um total de 38 navios para a Marinha Real Escocesa, incluindo a Margaret, e a carraca Michael ou Grande Michael. Este último, construído em grande despesa em Newhaven e lançado em 1511, tinha 73 metros de comprimento, pesava 1 000 toneladas e foi, na época, o maior navio da Europa.

### Cultura

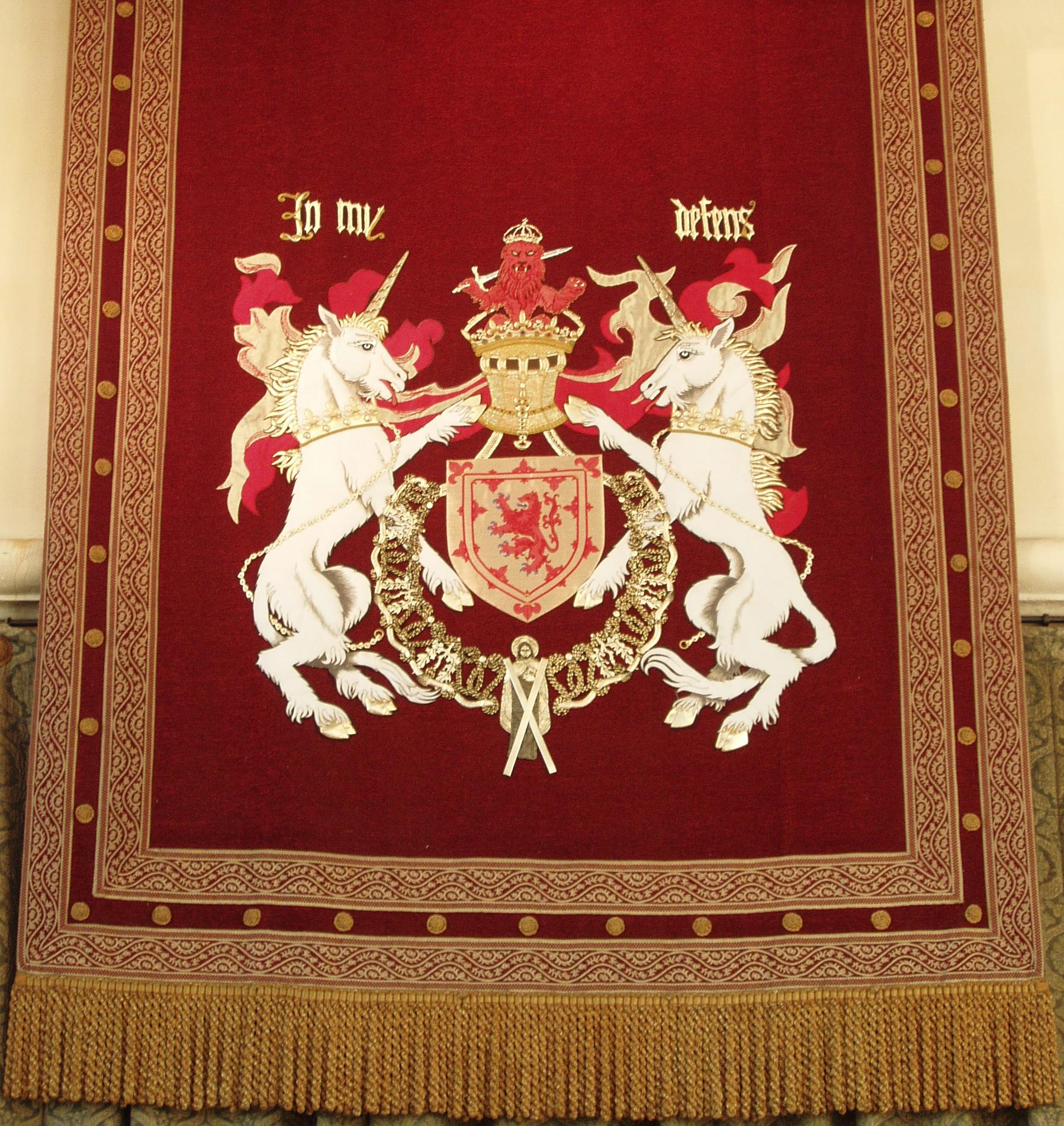
Armas da Jaime IV exibidas no Salão que ele construiu no Castelo de Stirling.

Jaime IV era um verdadeiro príncipe renascentista, com um interesse em assuntos práticos e científicos. Ele concedeu a Incorporação de Cirurgiões e Barbeiros de Edimburgo (mais tarde o Royal College of Surgeons of Edinburgh) uma carta régia de 1506, transformou o Castelo de Edimburgo em uma das fundições de armas mais importantes da Escócia, e congratulou-se o estabelecimento da primeira impressão da Escócia em 1507. Ele construiu uma parte de Palácio de Falkland, os grandes salões de Stirling e o Castelo de Edimburgo, e decorou seus palácios com tapeçarias. Jaime foi um patrono das artes, incluindo muitas figuras literárias, principalmente os Makars escoceses cujas diversas obras socialmente atentas transmitiram uma imagem vibrante e inesquecível da vida cultural e preocupações intelectuais do período. Figuras associados com sua corte incluem William Dunbar, Walter Kennedy e Gavin Douglas, que fizeram a primeira tradução completa da Eneida de Virgílio no norte da Europa. Seu reinado viu também a passagem do Makar Robert Henryson.
Jaime foi bem educado e era um poliglota fluente. Em julho de 1498 o enviado espanhol Pedro de Ayala informou a Fernando e Isabel que;
| “ | O Rei tem 25 anos e alguns meses de idade. Ele é de nobre estatura, nem alto nem baixo, e tão bonito na aparência e na forma como um homem pode ser. Seu endereço é muito agradável. Ele fala as seguintes línguas estrangeiras; Latim, muito bem; francês, alemão, flamengo, italiano e espanhol; Espanhol, bem como o Marquês, mas ele a pronuncia mais nitidamente. Ele gosta muito de receber cartas espanholas. Sua própria língua escocesa é tão diferente do inglês como o aragonês do castelhano. O rei fala, além disso, a língua dos selvagens que vivem em algumas partes da Escócia e suas ilhas. É tão diferente de escoceses como o biscainho é do castelhano. Seu conhecimento de línguas é maravilhoso. Ele é bem lido na Bíblia e em alguns outros livros devotos. É um bom historiador. Leu muitas histórias em latim e francês, e lucrou por eles, como tem uma memória muito boa. Ele nunca corta o cabelo ou a barba. Lhe tornou muito bom. | ” |

Jaime IV foi o último rei da Escócia conhecido a ter falado o gaélico escocês. É um dos governantes relatados a ter conduzido um experimento de privação da língua, enviando duas crianças a serem criadas por uma mulher muda sozinhos na ilha de Inchkeith, para determinar se a língua foi aprendida ou inata. No Castelo de Stirling, Jaime manteve uma oficina alquímica com um forno da quintessência. O projeto consumiu quantidades de mercúrio, litargírio de ouro e estanho. Dizia-se que um de seus alquimistas Padre Damião tentou voar a partir do Castelo de Stirling.

## Política nas Terras Altas e Ilhas

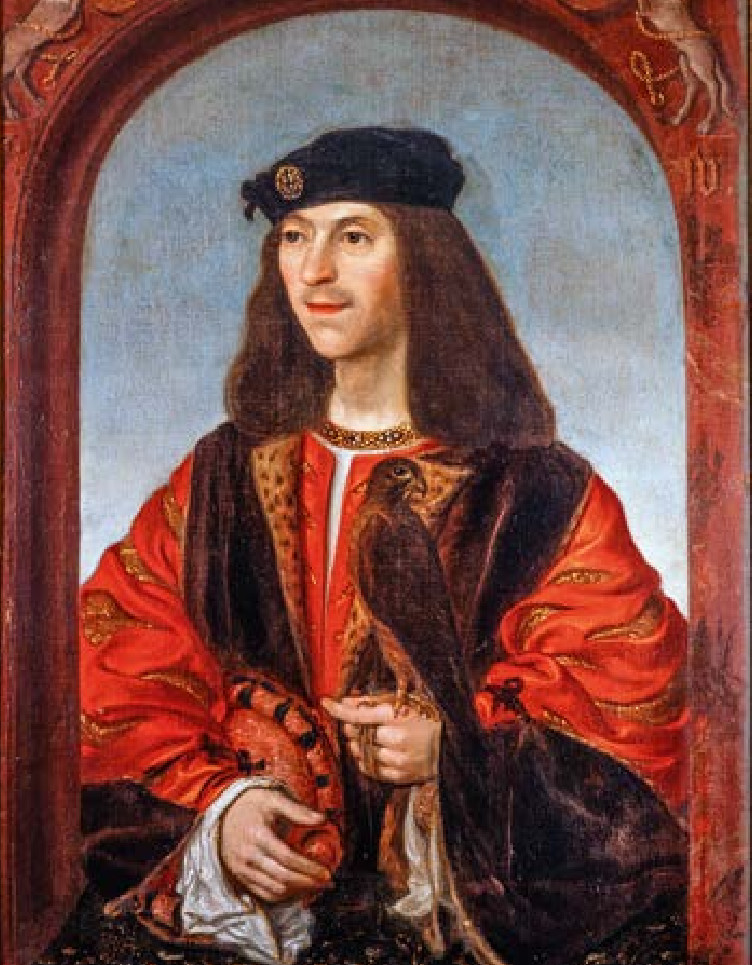
Jaime IV, reprodução de Daniël Mijtens do retrato contemporâneo perdido.

Em maio de 1493, John MacDonald, Senhor das Ilhas, foi confiscado pelo Parlamento da Escócia. O próprio rei Jaime partiu para o Castelo Dunstaffnage, onde os chefes ocidentais fizeram a sua submissão a ele. John se rendeu e foi trazido de volta como pensionista à corte real, em seguida, viveu na Abadia de Paisley. As Terras Altas e Ilhas agora caíram sob controle real direto. O neto de John, Domhnall Dubh (Donald Owre), um dos possíveis pretendentes ao senhorio era pacífico, mas o outro, seu sobrinho Alexander MacDonald of Lochalsh invadiu Ross e mais tarde foi morto na ilha de Oronsay, em 1497.
Em outubro de 1496, o Conselho Real ordenou que os Chefes dos Clãs na região seriam responsabilizados pelo rei a crimes dos ilhéus. Este ato do governo da região era inviável, e depois da lei de revogação de 1498 minar títulos do Chefe de suas terras, a resistência à regra de Edimburgo foi reforçada. Jaime esperou no Castelo Kilkerran em Campbeltown Loch para voltar a conceder cartas do Chefe, no verão de 1498. Poucos dos Chefes apareceram. Na primeira, Archibald Campbell, 2º. Conde de Argyll, foi definido para preencher o vácuo do poder e impor a autoridade real, mas ele se reuniu com sucesso limitado em uma luta com seu cunhado, Torquil MacLeod de Lewis. Torquil foi condenada a entregar Donald Dubh, herdeiro do senhorio das ilhas, para Jaime IV em Inverness, em 1501. O rei esperou, mas Torquil nunca veio.
Após este desafio, Alexander Gordon, 3º. Conde de Huntly, foi concedido com as terras de Torquil. Ele levantou um exército em Lochaber e também limpou os moradores daquela área, substituindo-os por seus partidários. Depois que o parlamento de 1504, uma frota real navegou para o norte de Ayr para atacar o Castelo de Cairn-na-Burgh, oeste de Mull, onde, acredita-se, de Duart Maclean tinha Donald Dubh em sua guarda. Como o progresso no cerco era lento, Jaime mandou Hans o artilheiro real em navio de Robert Barton e, em seguida, o Conde de Arran com provisões e mais artilharias. Cairn-na-Burgh foi capturada por volta de junho de 1504, mas Donald Dubh permaneceu em liberdade. Em setembro de 1507, Torquil MacLeod foi sitiado no Castelo de Stornoway em Lewis. Donald Dubh foi capturado e mantido na prisão para o resto da vida, e Torquil MacLeod morreu no exílio em 1511. Conde de Huntly foi muito bem recompensado pelos seus problemas, um preço que Jaime estava preparado para pagar.

## Guerra e morte
Quando irrompeu a guerra entre a Inglaterra e a França, como resultado das Guerras Italianas, Jaime encontrou-se em uma posição difícil como aliado por tratado tanto a França e a Inglaterra. Henrique VIII de Inglaterra invadiu a França, e Jaime reagiu declarando guerra à Inglaterra. Papa Leão X enviou uma carta a Jaime ameaçando-o com censura eclesiástica por quebrar tratados de paz em 28 de junho de 1513, e, posteriormente, Jaime foi excomungado pelo Cardeal Christopher Bainbridge. Jamie convocou marinheiros e enviou a marinha da Escócia, incluindo a Great Michael para se juntar aos navios de Luís XII de França, assim juntar-se a guerra da Liga de Cambrai. Na esperança de tirar proveito da ausência de Henrique no cerco de Thérouanne, ele liderou um exército invasor para o sul na Nortúmbria, apenas para ser morto, com muitos dos seus nobres e soldados comuns, na desastrosa batalha de Flodden em 9 de setembro de 1513.
Tanto relatos de ingleses e escoceses de Flodden enfatizam a determinação do rei em lutar. Em sua interpretação de outra forma lisonjeira de Jaime, Pedro de Ayala comenta sobre a capacidade de Jaime como comandante militar, retratando-o como brusco e destemido no campo de batalha;
Ele é corajoso, mais ainda do que um rei deveria ser. Eu sou uma boa testemunho dele. Eu o vi muitas vezes realizar coisas mais perigosas nas últimas guerras. Em tais ocasiões, ele não leva o mínimo cuidado de si mesmo. Ele não é um bom capitão, porque começa a lutar antes de dar suas ordens. Disse-me que seus súditos o serviam com as suas pessoas e bens, em justas e injustas brigas, exatamente como ele gosta, e que, portanto, não acha certo começar qualquer compromisso bélico, sem ser ele mesmo o primeiro em perigo. Seus feitos são tão bons quanto suas palavras.
Um corpo, que se pensa ser o de Jaime, foi recuperado a partir do campo de batalha e levado para Londres para o enterro. Jaime havia sido excomungado, e embora Henrique VIII tinha obtido um breve para o enterro do rei em solo consagrado na Catedral de São Paulo, no dia 29 de novembro de 1513, o corpo embalsamado estava insepulto por muitos anos em Sheen Priory em Surrey. O corpo foi perdido após a Reforma, o que levou à demolição do convento. John Stow afirmou ter visto ele, e disse: a cabeça do rei (com cabelo vermelho) foi removido por um vidraceiro e acabou enterrado na St Michael Wood Street. A igreja foi mais tarde demolida e reconstruída no local muitas vezes; agora é ocupado por um restaurante. O seu casaco manchado de sangue foi enviado para Henrique VIII (então em campanha na França) por sua rainha, Catarina de Aragão. Erasmo forneceu um epitáfio para o rei em seu Adagia. Mais tarde, em 1533, ele escreveu para Jaime V da Escócia apontou este ensaio a serviço do ditado Spartam Nactus es, ('Você que nasceu para Esparta deve servi-la'), sobre o tema da campanha de Flodden e a morte de Jaime e seu filho, Alexandre.

### Lendas sobre o lugar de descanso do Rei
No entanto rumores persistiram por muitos anos que Jaime tinha sobrevivido e tinha ido para o exílio, ou o seu corpo foi enterrado na Escócia, com nenhuma evidência para apoiá-las. Dois castelos em Scottish Borders são reivindicados como o verdadeiro lugar de descanso de Jaime. Estas histórias seguem a lenda de que, antes do comando escocês em Flodden, Jaime tinha arrancado sua túnica real para mostrar a seus nobres que ele estava preparado para lutar como um homem comum, com os braços. O que reputou a fama do corpo de Jaime IV ser recuperado pelos ingleses e que não tinha uma corrente de ferro em volta de seu cintura (assim, alguns historiadores afirmaram que ele tirava a corrente enquanto estava flertando no quarto de Lady Heron). No entanto, a lenda de Border afirmou que durante a batalha de Flodden, quatro cavaleiros dos Home, ou cavaleiros sobrenaturais, varreram o campo pegando o corpo do Rei, como tal prêmio não poderia ser autorizado a cair nas mãos dos ingleses após uma derrota humilhante, ou que o rei deixou o campo vivo e foi morto logo depois. No século XVIII, quando o poço medieval do Castelo de Hume estava sendo clareado, o esqueleto de um homem com uma corrente em volta da cintura dele foi descoberto em uma caverna lateral. No entanto, este esqueleto, desde então, desapareceu. Outra versão deste conto tem o esqueleto descoberto em Hume alguns anos depois da batalha e reenterrado na Abadia de Holyrood. Exatamente a mesma história que foi contada pelo Castelo de Roxburgo, o esqueleto lá descoberto no século XVII. No entanto, outra tradição é a descoberta do corpo real em Berry Moss, perto de Kelso. Alimentando essas lendas, Robert Lindsay de Pitscottie escreveu na década de 1570 afirmando que um criminoso condenado se ofereceu para mostrar ao Regente Albany a grave do Rei dez anos após a batalha, mas Albany recusou-se.

## Descendência
- Jaime, Duque de Rothesay (21 de fevereiro de 1507 - 27 de fevereiro de 1508), morreu na infância;
- Filha natimorta (15 de julho de 1508)
- Artur, Duque de Albany e Rothesay (20 de outubro de 1509 - 14 de julho de 1510), morreu na infância;
- Jaime V da Escócia (10 de abril de 1512 - 14 de dezembro de 1542), rei de Escócia. Casou-se com Madalena de Valois, sem descendência. Casou-se novamente com Maria de Guise, com descendência;
- Filha natimorta (novembro de 1512)
- Alexandre, Duque de Ross (30 de abril de 1514 - 18 de dezembro de 1515), filho póstumo de Jaime IV; morreu na infância.